# 欧亚卖场

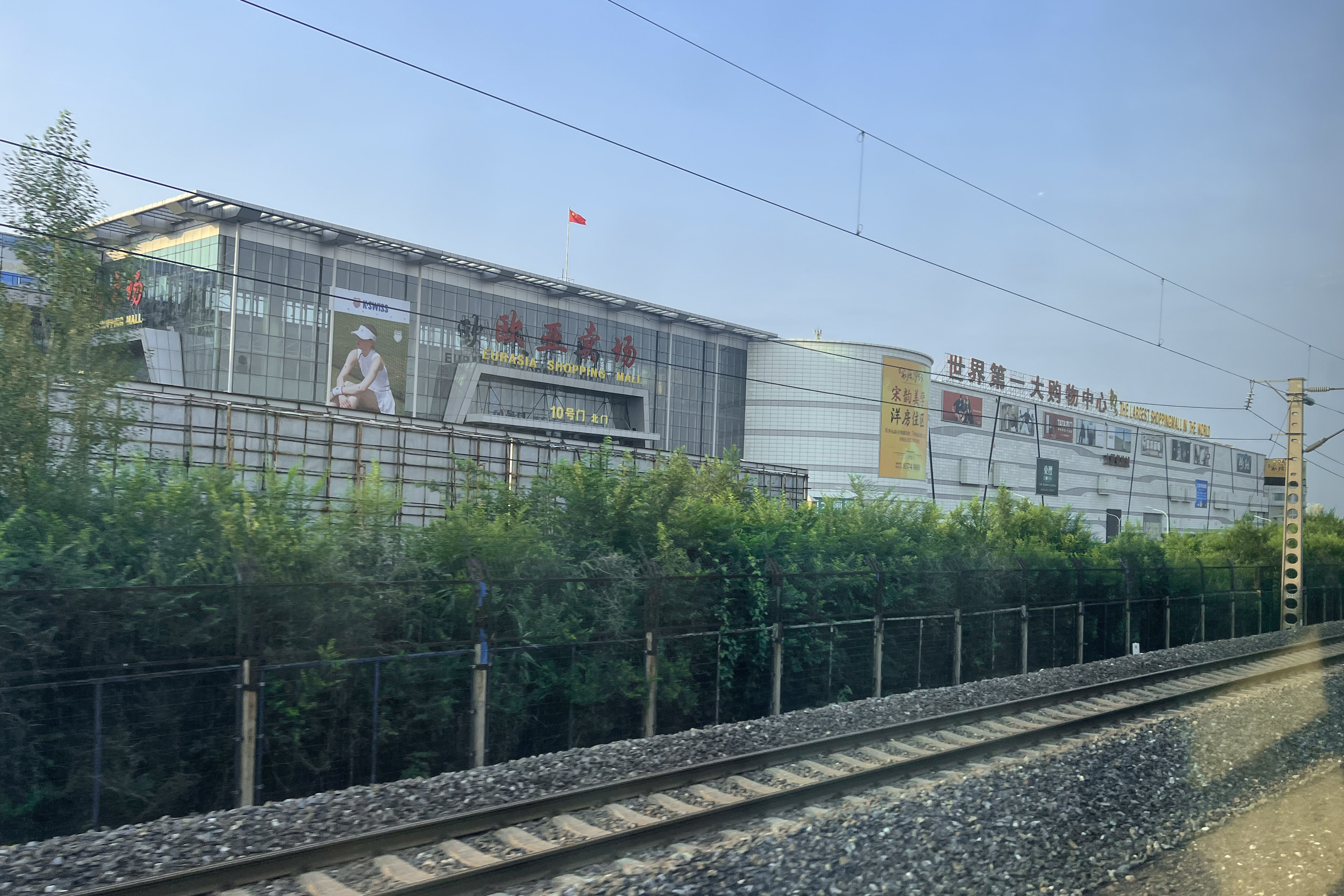
拍摄自京哈铁路

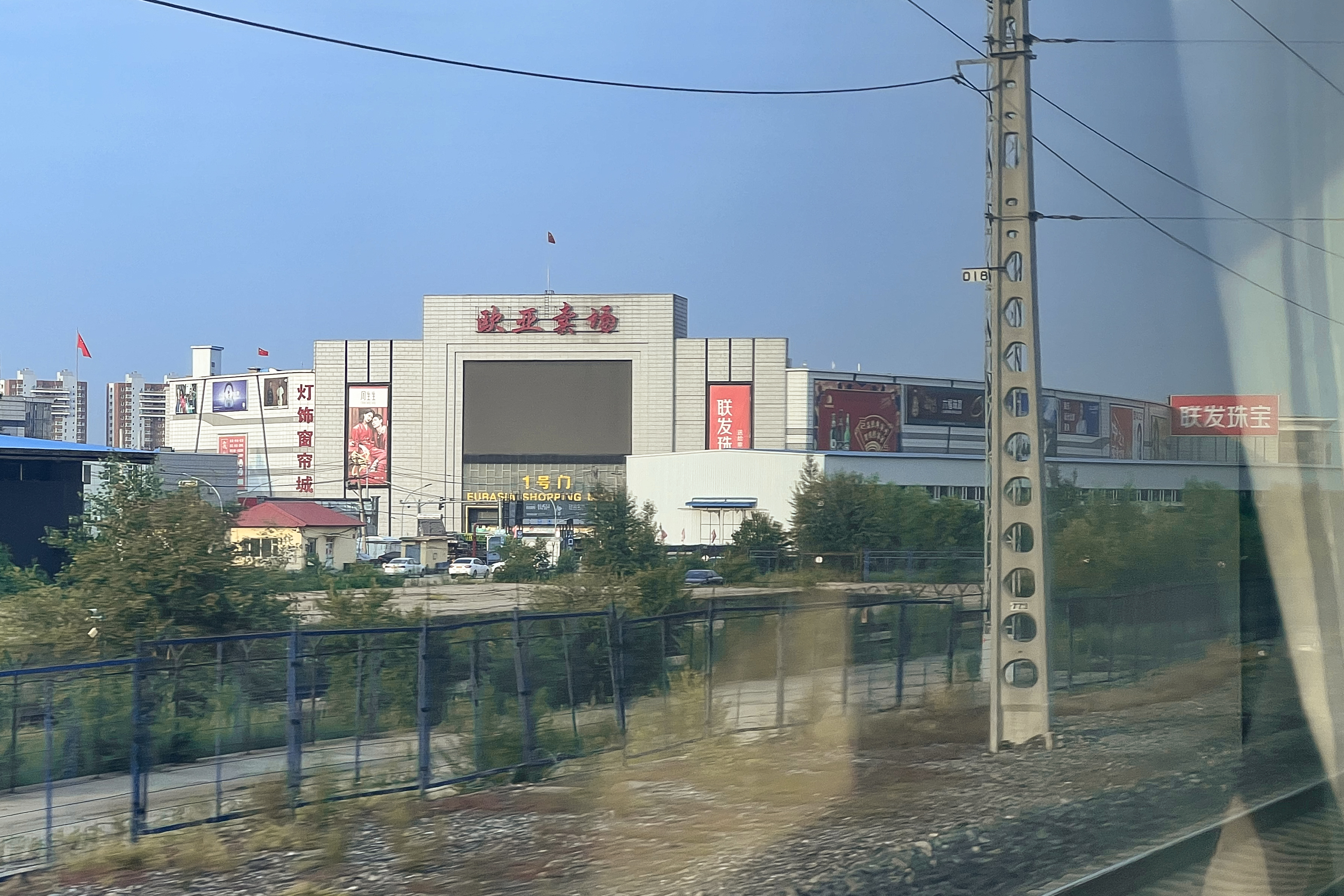
1号门

欧亚卖场是位于吉林省长春市朝阳区开运街5178号的一个購物中心，隶属欧亚集团。长春欧亚卖场有限责任公司隶属长春欧亚集团（沪市600697），2000年末开业，是享誉全国的著名商贸购物中心和城市综合体，位于东北腹地的吉林省省会城市长春，是长吉图战略先导区的中心城市，单体建筑面积60万平方米；停车场20万平方米，泊车位近万个；2013年卖场全年实现商品销售收入95亿元，年接待客流超过1亿人次，日最高客流达60万人次。依托卖场巨大的体量优势，塑造了纵贯每层的四条大街：渤海大街、黄海大街、东海大街、南海大街，每条大街长达一公里；构建了四大景观共享厅：太平洋厅、大西洋厅、印度洋厅、北冰洋厅，环绕四街四厅，坐落着各大商城。

## 历史
于2000年开幕，共6层，建筑面积60万平方米，是中国最大的超大型购物中心之一。